# Rio Ahuroa
O Rio Ahuroa é um rio da região do Northland na Ilha do Norte da Nova Zelândia.
Vai desaguar no rio Waipu perto da cidade de Waipu.